# Герб комуни Мункфорс
Герб комуни Мункфорс (швед. Munkfors kommunvapen) — символ шведської адміністративно-територіальної одиниці місцевого самоврядування комуни Мункфорс. 

## Історія
Цей герб спершу використовувався ландскомуною Рансетер і перейшов до чепінга Мункфорс. Герб торговельного містечка (чепінга) Мункфорс отримав королівське затвердження 1950 року. 
Після адміністративно-територіальної реформи, проведеної в Швеції на початку 1970-х років, муніципальні герби стали використовуватися лишень комунами. Цей герб був 1971 року перебраний для нової комуни Мункфорс.
Герб комуни офіційно зареєстровано 1974 року.

## Опис (блазон)
У срібному полі виходить синій монах, у відділеній хвилясто срібній главі синій рівносторонній хрест з чотирма кулями між раменами, обабіч нього — такі ж липи з корінням. 

## Зміст
Монах вказує на назву комуни. Хрест з кулями використовувався як залізний знак на одній з металоконструкцій у Ренсетері. Липи вказують на ліси над річкою Ранон.